# Aranya fragata
L'aranya fragata, aranya, aranya de roca o aranya espasenca (Trachinus araneus) és un peix de l'ordre dels perciformes.

## Morfologia
- Arriba a una talla de 50 cm.
- Cos allargat i comprimit.
- Boca quasi vertical.
- Ulls en posició laterodorsal.
- Sobre l'ull té dues petites espines.
- Davant l'opercle té una espina forta i verinosa.
- Té dues dorsals.
- Té 7 espines a la primera dorsal.
- Les pèlviques són bastant anteriors a les pectorals.
- L'anal és més llarga que la segona dorsal.
- La caudal és recta.
- L'espina de l'opercle i els radis de la primera dorsal són connectats a una glàndula verinosa.
- Dors de color gris clar i als costats presenta una filera de 7-11 taques negres.
- Ventre gris groguenc.^
- A la primera dorsal té una taca negra.
- No té bufeta natatòria.

## Reproducció
La posta es realitza durant l'estiu.

## Alimentació
Menja gambes i petits peixos bentònics.

## Hàbitat
És una espècie bentònica de fons sorrencs i fangosos entre una fondària de 20 i 200 m. S'enterra a la sorra i només se li veuen els ulls, esperant el pas de qualque presa.

## Distribució geogràfica
Apareix a tot el Mediterrani. A l'Atlàntic hi és des del sud de la península Ibèrica fins a Angola.

## Pesca
Es captura amb arts d'arrossegament i amb volantí.

## Observacions
La seua picada és bastant dolorosa i produeix inflamacions, mal de cap, febre, vòmits, sudoració i lipotímies, ja que té acció hemotòxica i neurotòxica.